# Kentaro Oi
Kentaro Oi (Shizuoka, 14 mei 1984) is een Japans voetballer.

## Carrière
Kentaro Oi speelde tussen 2003 en 2011 voor Júbilo Iwata en Shonan Bellmare. Hij tekende in 2012 bij Albirex Niigata.